# 京阪鋼索線

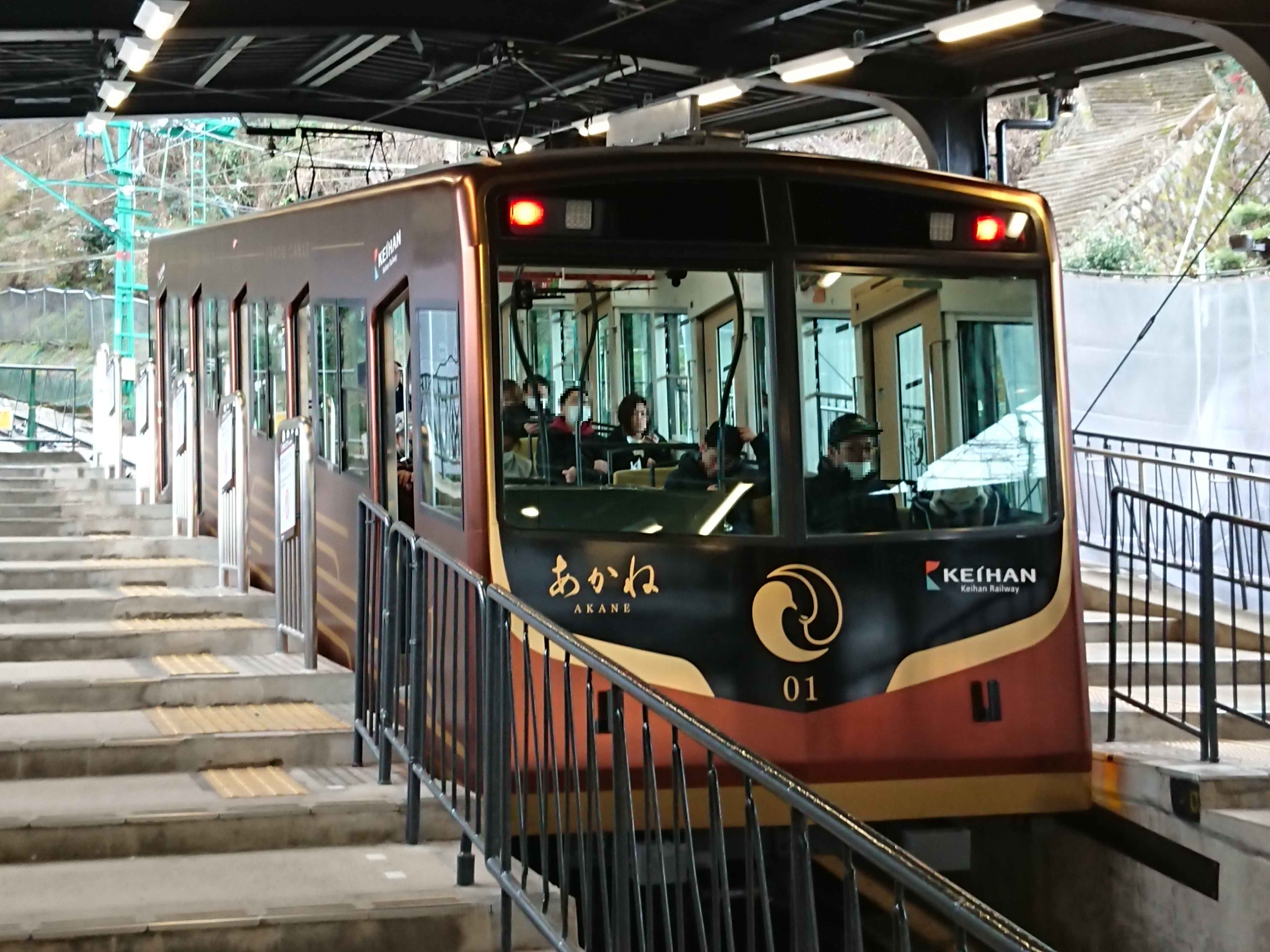
鋼索線の客車 1号「あかね」（2020年1月26日撮影）

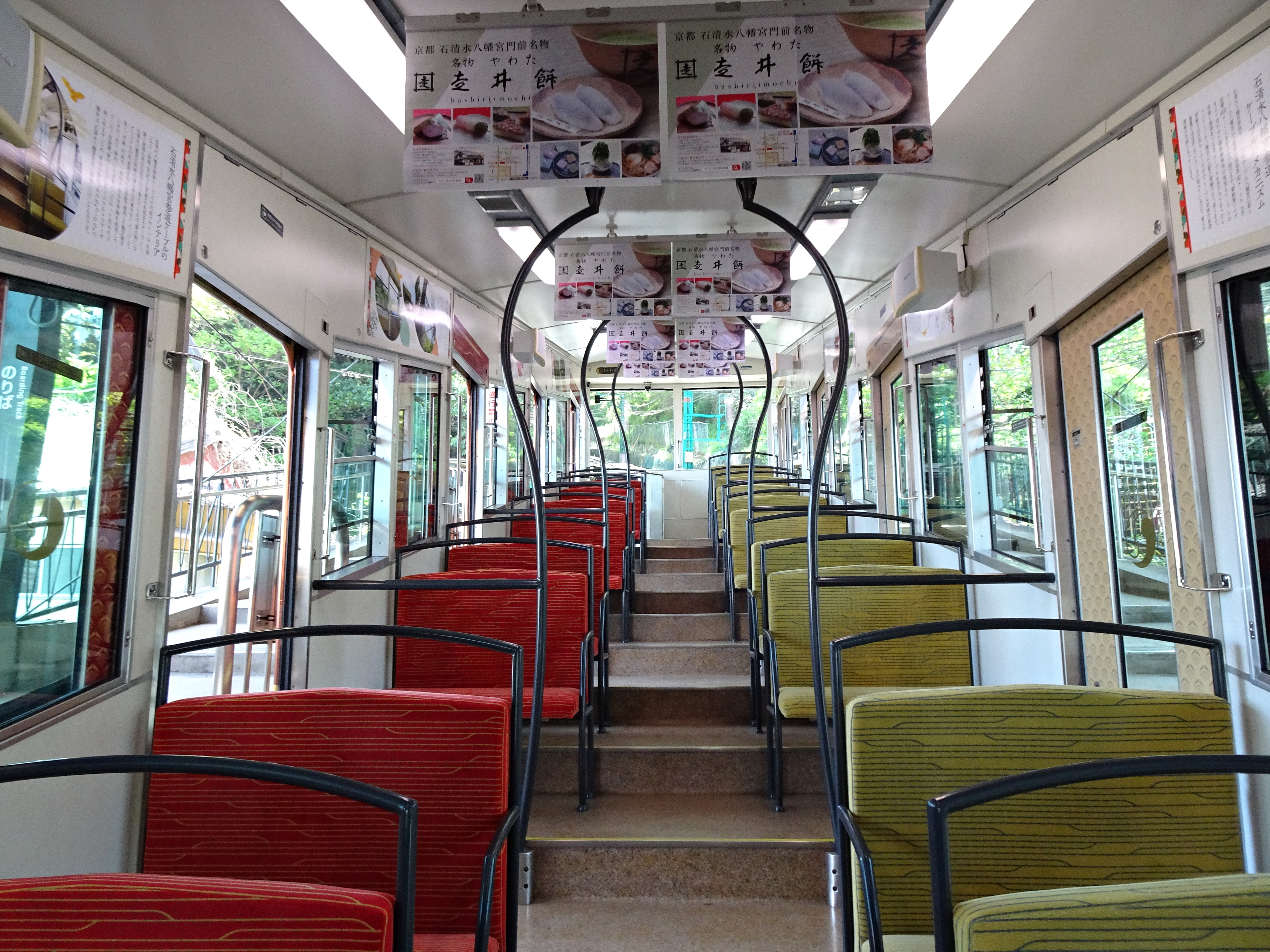
「あかね」の車内

鋼索線（こうさくせん）は、京都府八幡市のケーブル八幡宮口駅からケーブル八幡宮山上駅までを結ぶ京阪電気鉄道のケーブルカー。石清水八幡宮参道ケーブルと呼ばれている。男山の山上にある石清水八幡宮への足となっている。
2019年（令和元年）10月1日に、当線の八幡市駅をケーブル八幡宮口駅に、男山山上駅をケーブル八幡宮山上駅に、通称を男山ケーブルから石清水八幡宮参道ケーブルに変更した。なお、京阪本線車内では「参道ケーブル」と案内されている。
短距離ながらトンネルが2箇所あり、京阪にはこの他に、山岳トンネルとしては京津線の逢坂山トンネルがある。また、途中に全長108.7 mの男山橋梁（トレッスル橋）があり、車両の行き違いはこの橋梁とトンネルに跨がる区間で行われる。
2001年（平成13年）に車両が更新され、2019年6月に車両のデザインが変更された。
2007年4月以降、京阪の路線で唯一「ICOCA」や「PiTaPa」などの全国相互利用サービスに対応した交通系ICカードが使用できなかったが、2020年6月1日に導入された。

## 路線データ
- 路線距離（営業キロ）：0.4 km
- 方式：単線2両交走式
- 軌間：1067 mm
- 駅数：2駅（起終点駅含む）
- 高低差：82 m
- 最大勾配：20.6 %（約11°38′）

## 運行形態
通常時は30分間隔の運行で、所要時間は約3分。乗客がいる場合にのみ運行される不定期列車を含めると15分間隔である。例年、大晦日と石清水祭前夜は、終夜運転が行われる。正月の多客期は12.6 km/h、それ以外の閑散期は8 km/hの2速度で運転できるようになっており、正月三が日には速度を上げて約3分間隔の頻発運転が行われる。終発は通常18時45分発だが、正月三が日には20時00分まで繰り下がる。
- 鋼索線車内からの眺め
- 鋼索線車内からの景色。京阪本線の赤いトラス橋が架かる木津川、その向こう側に京滋バイパスの高架橋と宇治川、さらにその向こう側には京都競馬場と横大路運動公園が見える。

## 運賃・乗車券の取り扱い
運賃は片道300円。
ケーブル八幡宮山上駅には改札は無いため、上り下り共に下のケーブル八幡宮口駅で切符の扱い、精算をする。
運賃の取り扱いは、次のようになっている。
ケーブル八幡宮口駅から乗る場合
往復乗車券や企画乗車券は自動改札機に入れると出てくるが、片道乗車券を購入した場合は、その場で回収される。
ケーブル八幡宮山上駅から乗る場合
ケーブル八幡宮口駅で事前に往復乗車券を購入していた場合や企画乗車券は、そのまま乗車し、ケーブル八幡宮口駅降車後そのまま自動改札機に進み、出場。片道乗車の場合もそのまま乗車し、ケーブル八幡宮口駅降車後乗り越し精算機で片道運賃を支払い、出場証を受け取ってから自動改札機に進み、出場。
ケーブル八幡宮口駅で鋼索線から京阪本線（石清水八幡宮駅）に乗り換える場合
鋼索線側の駅から出場後、京阪本線側の駅で別途乗車券を購入する必要がある（その逆は連絡乗車券の取り扱いあり）。
京阪線各駅からケーブル八幡宮山上駅までの乗車券を発売しているが、かつては大津線各駅でもケーブル八幡宮山上駅までの乗車券を発売していた。

## 歴史

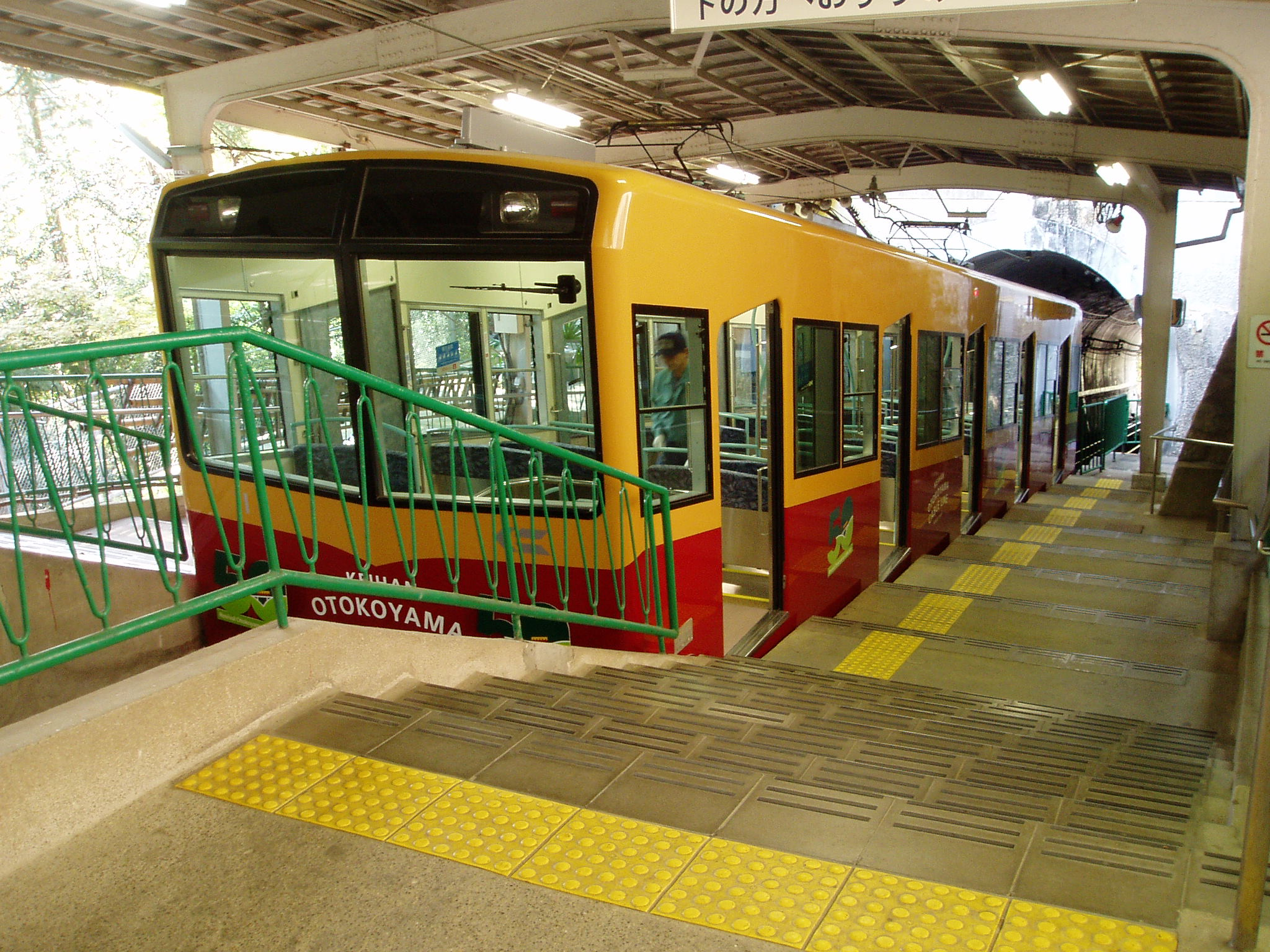
リニューアル前の客車（2006年4月28日撮影）

1926年（大正15年）、男山索道によって開業した。男山鉄道に社名変更後、京阪電気鉄道の子会社となった。戦時中の1944年（昭和19年）に廃止され資材が供出されるが、戦後の1955年（昭和30年）に京阪電気鉄道直営で復活した。
男山索道の資本金は150万円と会社の規模に対して過大であり、建設費も他の鋼索鉄道と比べて割高であった。これは観光地などの有望な路線の免許を取得し、さらに自前で鉄道を建設して高値で転売するためであった。この会社の重役である野田儀一郎はかつて才賀藤吉率いる才賀電機商会で支配人をつとめていた人物であり、破綻後は独立してこのような商売をしていたと見られる。
京阪電気鉄道の太田光凞社長はそういう状況は把握しながらも未開業の路線の免許（大山崎 - 長尾間、1927年6月免許）を押さえられており競争線防止のために、そのままにしておくこともできず、やむをえず買い取ることになったという。
- 1922年（大正11年）12月22日：鉄道免許状下付[14]
- 1923年（大正12年）1月17日：男山索道会社設立[14][15]
- 1926年（大正15年）6月22日：男山索道が八幡口 - 男山間を開業[16]。
- 1928年（昭和3年）5月28日：男山鉄道に社名変更。
- 1929年（昭和4年）8月31日：京阪電気鉄道の子会社となる[17]。
- 1944年（昭和19年）2月11日 - 資材供出のため不要不急線として廃止。男山鉄道解散[18]。
- 1955年（昭和30年）
  - 4月8日：京阪電気鉄道に対し男山鋼索鉄道の敷設免許[19]。
  - 7月12日：鋼索線の工事着工（12月2日竣工）[20]。
  - 12月3日：京阪電気鉄道が鋼索線として男山（現・ケーブル八幡宮口） - 八幡宮（現・ケーブル八幡宮山上）間再開業[20][21]。
- 1957年（昭和32年）1月1日：男山駅を八幡町駅に、八幡宮駅を男山山上駅に改称[21]。
- 1977年（昭和52年）11月1日：八幡町駅を八幡市駅に改称。
- 2001年（平成13年）
  - 5月10日：新車両導入のため7月10日まで運休[22]。
  - 6月13日・14日：新車両搬入。
  - 7月11日：新車両運転開始。「スルッとKANSAI」導入[23][24]。
- 2012年（平成24年）
  - 8月14日：集中豪雨で路線ののり面が崩れ全面運休。運休中は代行バスを運転。
  - 9月1日：運転再開。
  - 9月27日：牽引ワイヤーの交換のため午前9時から運休[25]。
- 2016年（平成28年）4月29日：車内放送をリニューアルし、向谷実作曲のBGMが流れるようになる。それに合わせて、車内にBose製スピーカーを4台搭載[26]。
- 2019年（令和元年）
  - 5月27日：制御装置や誘導無線などの更新や車両のリニューアル、索条の交換のため6月18日まで運転休止。休止中はタクシーで代行[27][28]。
  - 6月19日：運転再開。車両のデザインが変更され、赤い車両に「あかね」、黄色の車両に「こがね」の愛称を設定[1][2][29]。
  - 10月1日：通称を「男山ケーブル」から「石清水八幡宮参道ケーブル」に、八幡市駅をケーブル八幡宮口駅に、男山山上駅をケーブル八幡宮山上駅に改称[1]。
- 2020年（令和2年）6月1日：運賃を200円から300円に値上げ。ICカード「PiTaPa」導入[4]。

## 駅一覧
- 両駅とも京都府八幡市内に所在。
- 接続路線の ( ) 内の英数字は駅番号を表す。

| 駅番号 | 駅名                 | 営業キロ | 接続路線                                       |
| ------ | -------------------- | -------- | ---------------------------------------------- |
| KH80   | ケーブル八幡宮口駅   | 0.0      | 京阪電気鉄道： 京阪本線（石清水八幡宮駅:KH26） |
| KH81   | ケーブル八幡宮山上駅 | 0.4      |                                                |

## 輸送実績
| 年度 | 旅客輸送人員（千人） |
| ---- | -------------------- |
| 1958 | 306                  |
| 1963 | 427                  |
| 1966 | 444                  |
| 1970 | 555                  |
| 1979 | 611                  |
| 1990 | 510                  |
| 2000 | 317                  |
| 2015 | 320                  |
| 2018 | 356                  |

- 私鉄統計年報各年版、民鉄主要統計『年鑑世界の鉄道』1983年『年鑑日本の鉄道』1993.2003年